# Stockvik
Stockvik est une localité de la commune de Sundsvall dans le comté de Västernorrland en Suède.
Sa population était de 2 474 habitants en 2019.